# Диховичний Іван Володимирович
Іван Володимирович Диховичний (рос. Иван Владимирович Дыховичный; 16 жовтня 1947 Москва — 27 вересня 2009, Москва) — радянський і російський актор театру і кіно, кінорежисер, сценарист, кінопродюсер, телеведучий.

## Біографія
Іван Диховичний народився 16 жовтня 1947 року в Москві в сім'ї драматурга і поета Володимира Абрамовича Диховичного і балерини Олександри Йосипівни Диховичної (Синані).
Диховичний в 1969 році закінчив акторський факультет Театрального училища імені Щукіна. До 1980 року грав у театрі на Таганці — серед його ролей були Коров'єв з «Майстра і Маргарити», Пушкін. Одночасно з роботою в театрі він складав і виконував пісні. Товаришував і виступав разом із Володимиром Висоцьким.
На початку 1980-х Диховичний закінчив Вищі курси сценаристів і режисерів і пішов в кіно. Зняв фільми «Чорний чернець», «Копійка», «Музика для грудня», «Прірва». Крім того, режисер працював на телебаченні. Був головним режисером каналу «Росія» і вів кілька передач.

## Фільмографія

### Режисер, сценарист
- 1980 — «Звідки в траві риба?» (к/м)
- 1981 — «Елія Ісаакович і Маргарита Прокопівна» (к/м, курсова робота)
- 1982 — «Брати» (к/м)
- 1987 — «Недільні прогулянки» (кіноальманах)
- 1988 — «Чорний чернець» (сценарист у співавт.)
- 1992 — «Прірва» (сценарист у співавт.)
- 1994 — «Жіноча роль» (документальний)
- 1995 — «Музика для грудня» (сценарист у співавт.)
- 1998 — «Незнайома зброя, або Хрестоносець 2» (сценарист у співавт.)
- 2002 — «Гроші» (телесеріал; продюсер)
- 2002 — «Копійка» (сценарист у співавт.)
- 2006 — «Вдих Видих» (сценарист у співавт.)
- 2009 — «Європа-Азія»

### Актор
- 1969 — «Едгар одружується» (фільм-спектакль) — Едгар
- 1969 — «Ніч перед Різдвом» (фільм-спектакль) — чорт
- 1970 — «Сім'я як сім'я» (фільм-спектакль) — студент у кафе
- 1974 — «Москва, кохання моє» — Коля
- 1976 — «Доктор філософії» (фільм-спектакль) — Мілорад
- 1980 — «Звідки в траві риба?» (к/м) — читає текст
- 1998 — «Незнайома зброя, або Хрестоносець 2» — арабський терорист
- 2002 — «Гроші» (телесеріал) — Еммануїл Гедеонович, олігарх
- 2002 — «Копійка» — асистент режисера